# Rödeby kyrka
Rödeby kyrka tillhör Rödeby församling och ligger mitt i Rödeby centrum bredvid skolan och prästhuset.

## Kyrkobyggnaden
På den plats där den nuvarande kyrkan står idag fanns en äldre kyrka byggd under 1200-talet. Enligt beskrivning av kyrkoherde A Bager i Fridlevstad 1660 och en teckning från 1870 var det en stenkyrka bestående av långhus och ett rakslutande kor liknade kyrkorna i Edestad och Hjortsberga. Kyrkan revs 1875 i samband med den nya kyrkans uppförande.
Den nya kyrkan i nygotisk stil uppfördes åren 1875–1877 och invigdes 2 december 1877. Arkitekt var Per Ulrik Stenhammar, Stockholm och byggmästare N.P Carlstedt.
Kyrkobyggnaden som är uppförd av gråsten består av ett långhus med korsarmar i norr och söder, samt ett tresidigt kor i öster. I en vinkel mellan koret och norra korsarmen är sakristian belägen. Tornet i väster är byggt i tre avdelningar och avslutas med en hög spira krönt av ett kors.
Kyrkorummet är försett med ett brutet trätak med synliga strävor. Koret pryds av tre stora spetsbågsfönster med målningar utförda 1986 av konstnären Pär Andersson.
Kyrkan har restaurerats och reparerats 1898, 1927, 1954, 1976–1977 och 2010–2011.

## Inventarier
- Dopfunten av vit kalksten med ornering tillverkades 1953. Tillhörande dopfat är tillverkat av ciselerad mässing.
- En skulpterad altaruppsats från gamla kyrkan. Den tillverkades 1673 av bildhuggaren Åke Truedsson från Asarum och dess centralmotiv är "Nattvardens instiftelse".
- Predikstol med ljudtak, bänkinredning och orgelläktare är samtida med kyrkans uppförande.
- Altare och altarring i smide tillverkat i samband med renoveringen 2010-2011.
- Relief med motiv "Jesus och barnen" utförd av konstnären Eva Spångberg.

## Bildgalleri

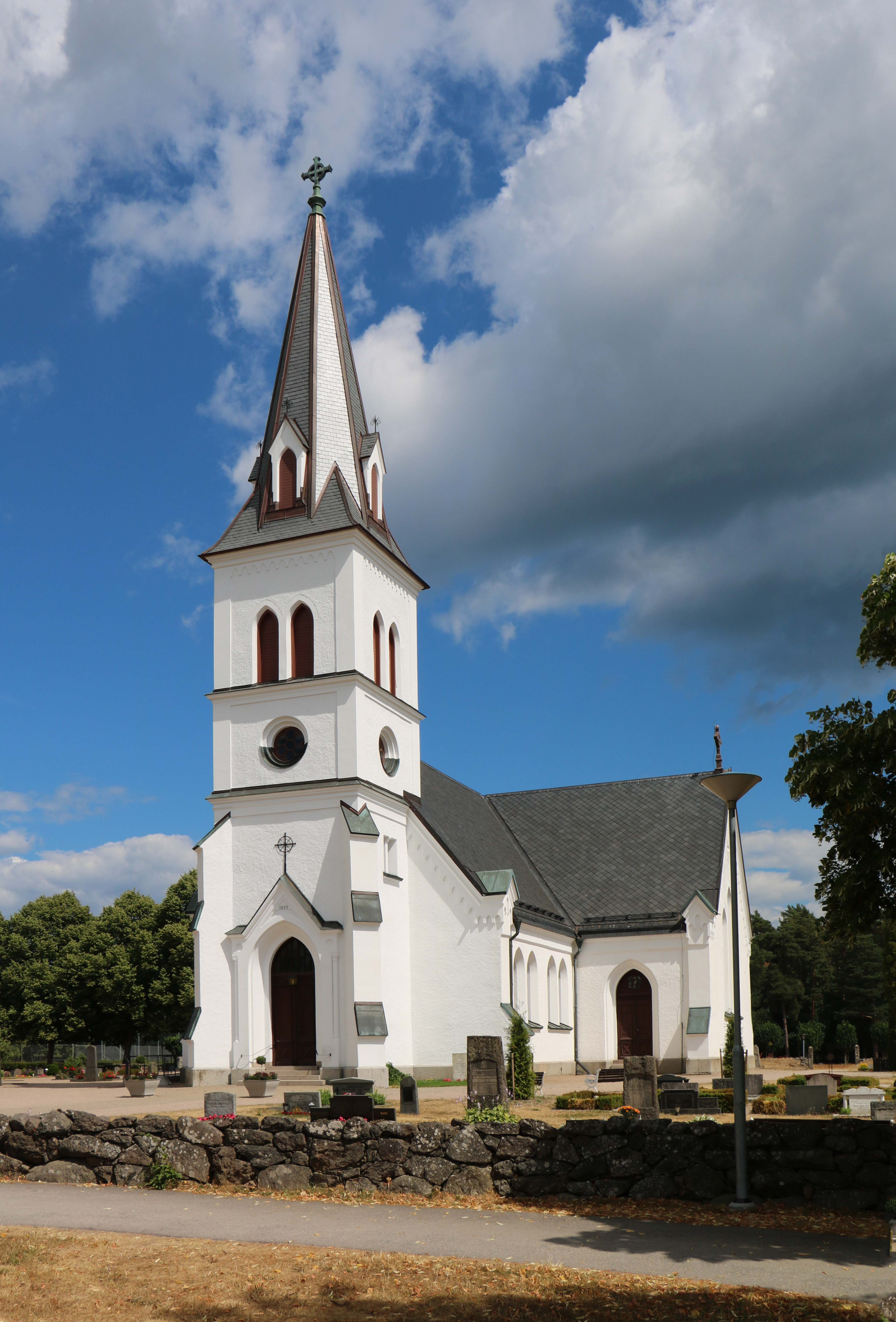
Kyrkan från väster
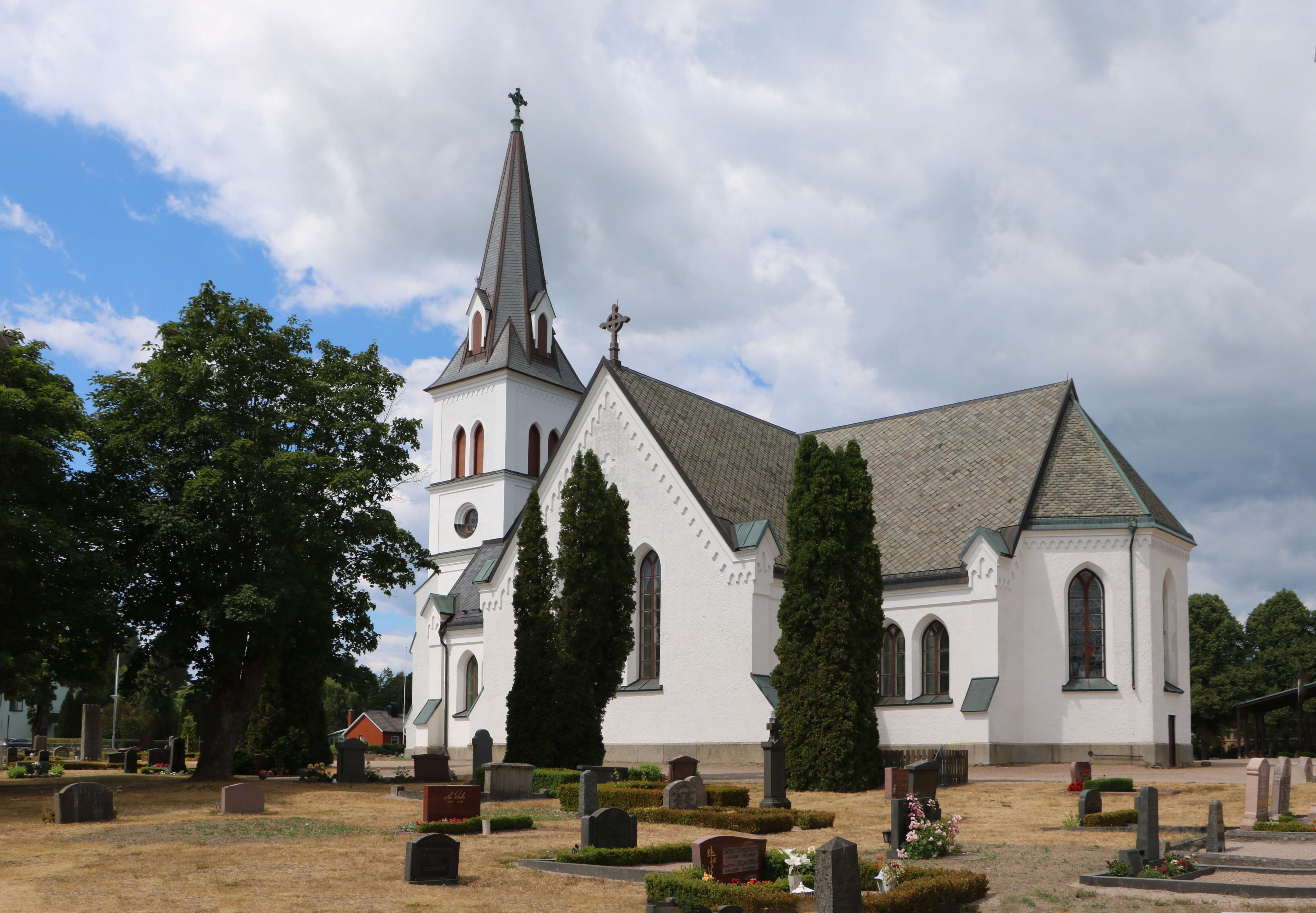
Exteriör från sydöst
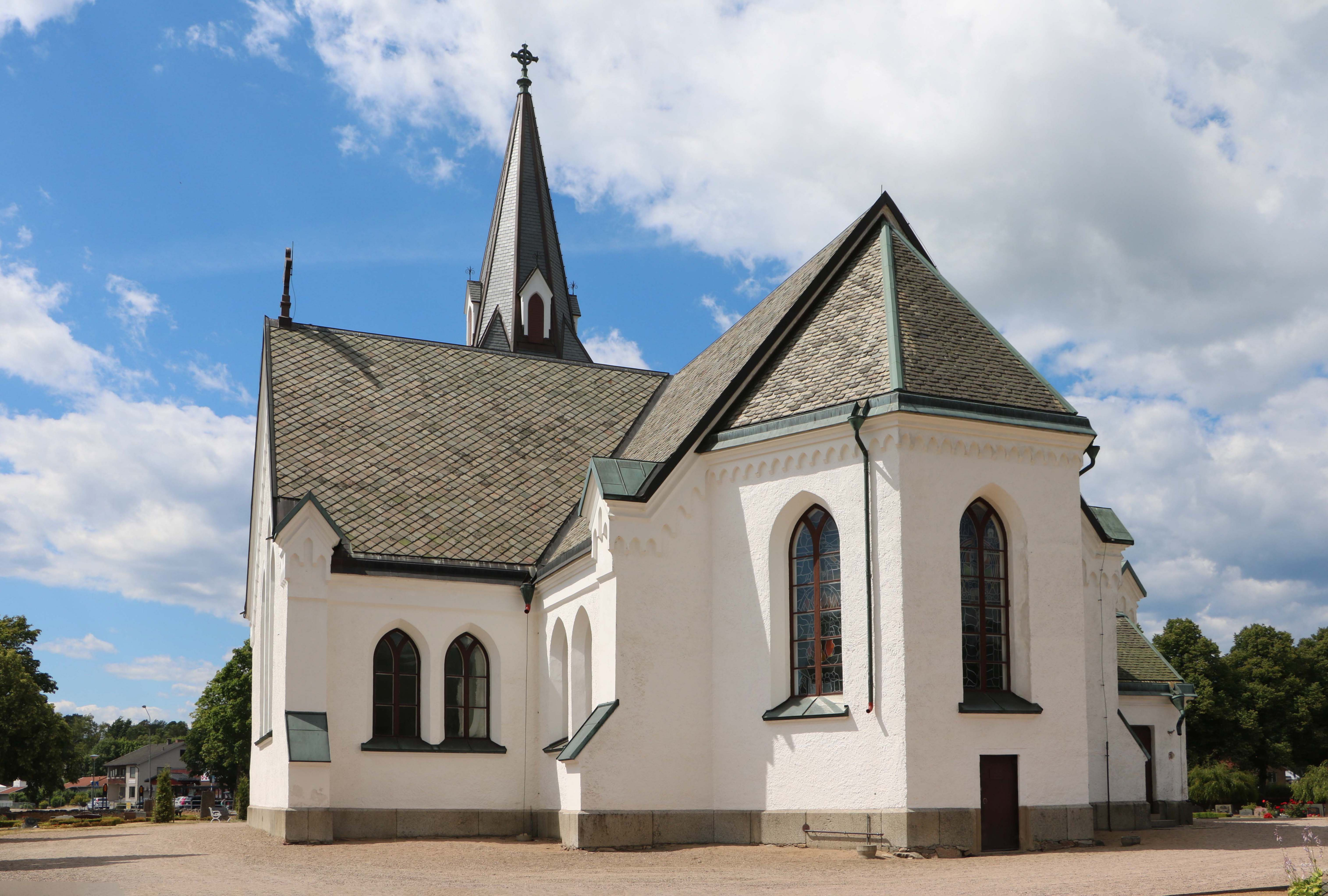
Exteriör från öster
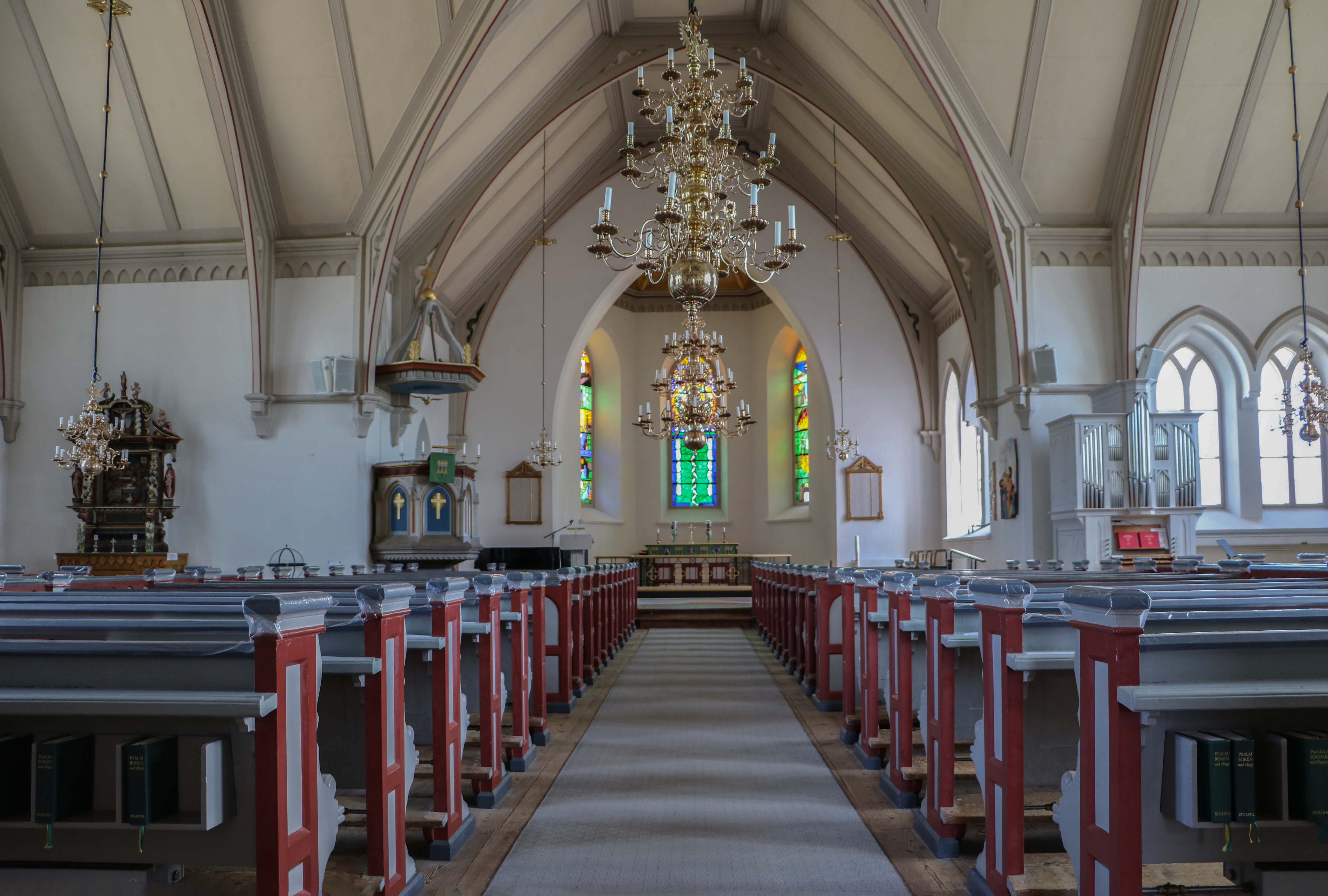
Interiör mot öster
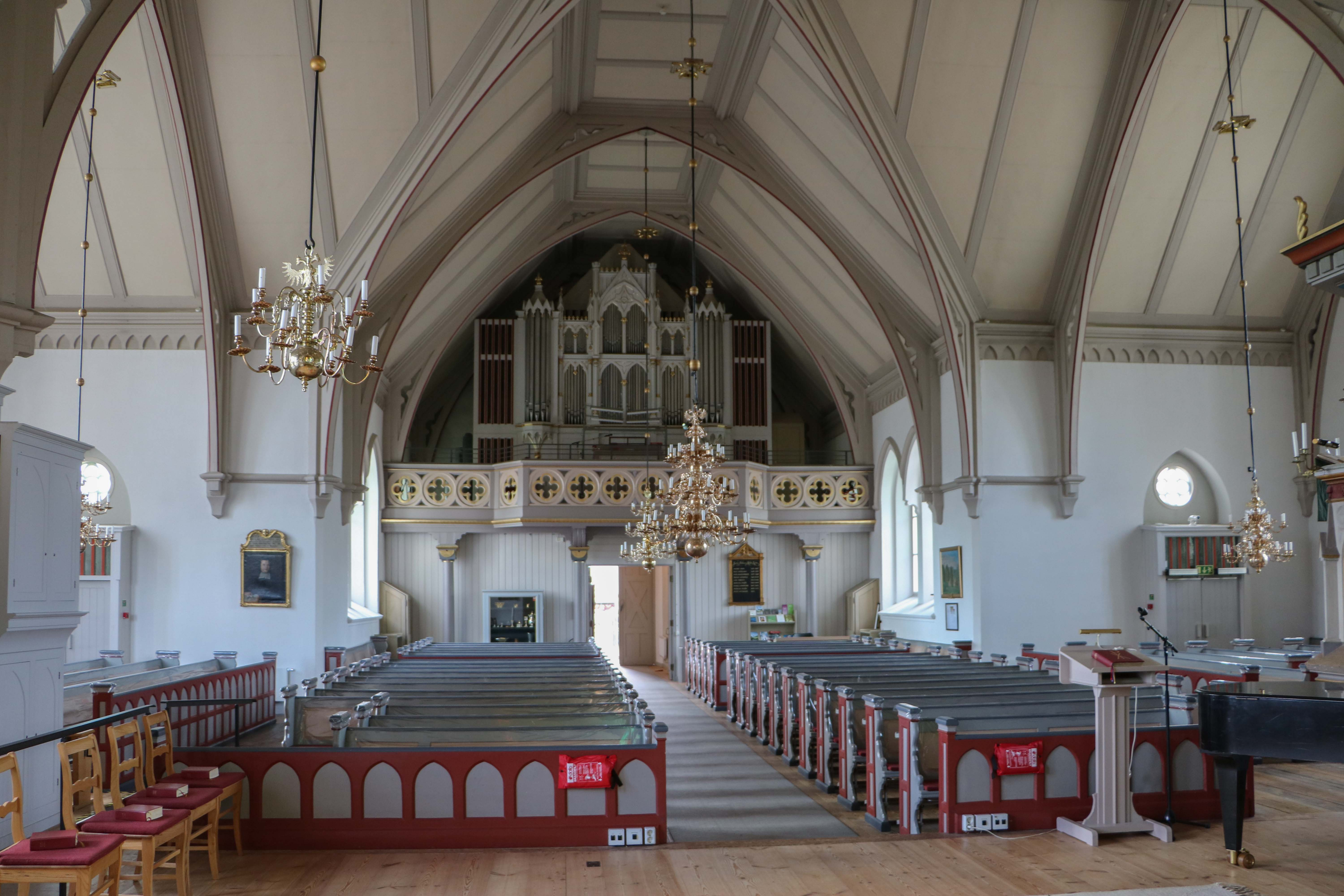
Interiör mot väster
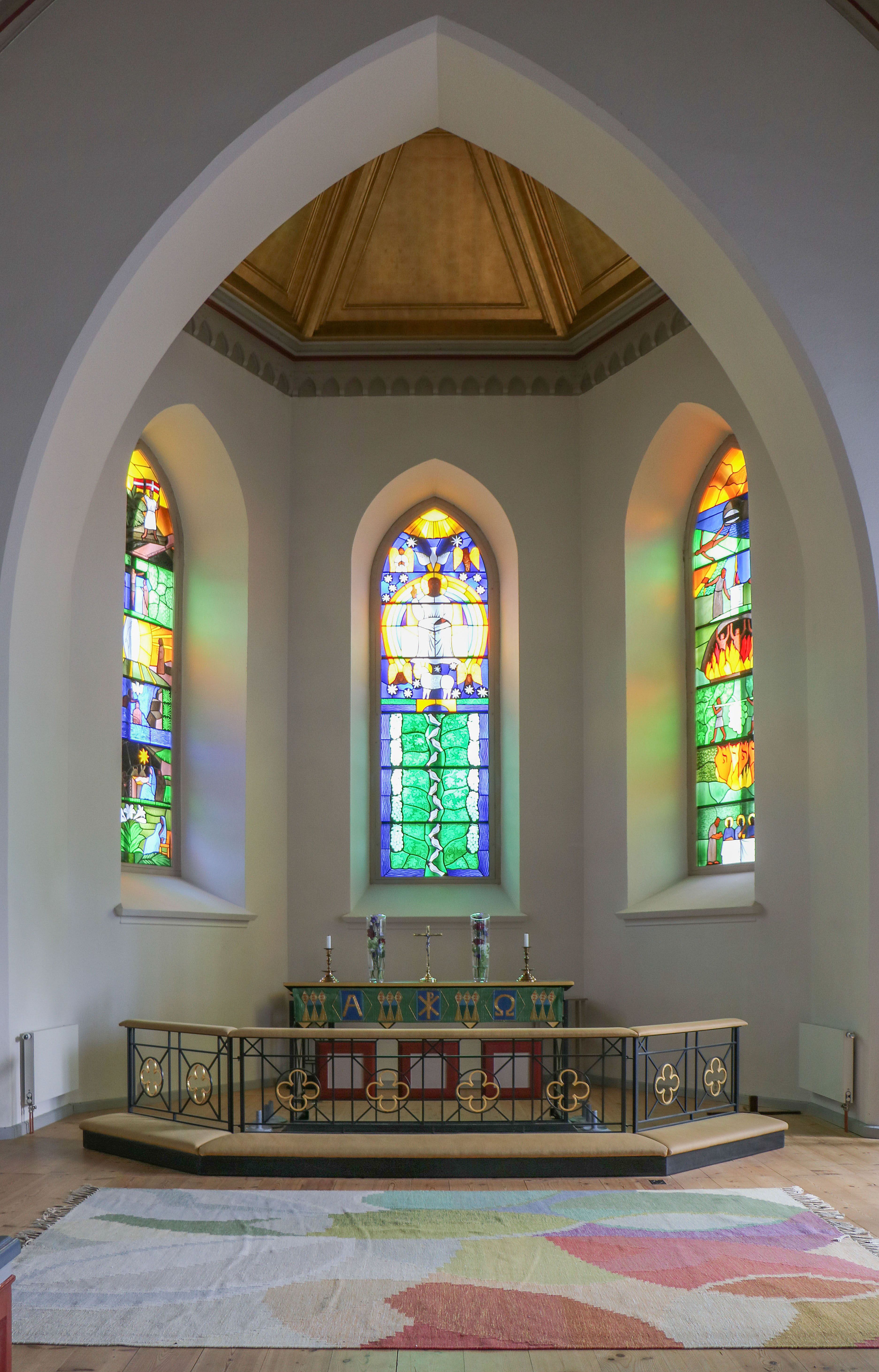
Korabsiden
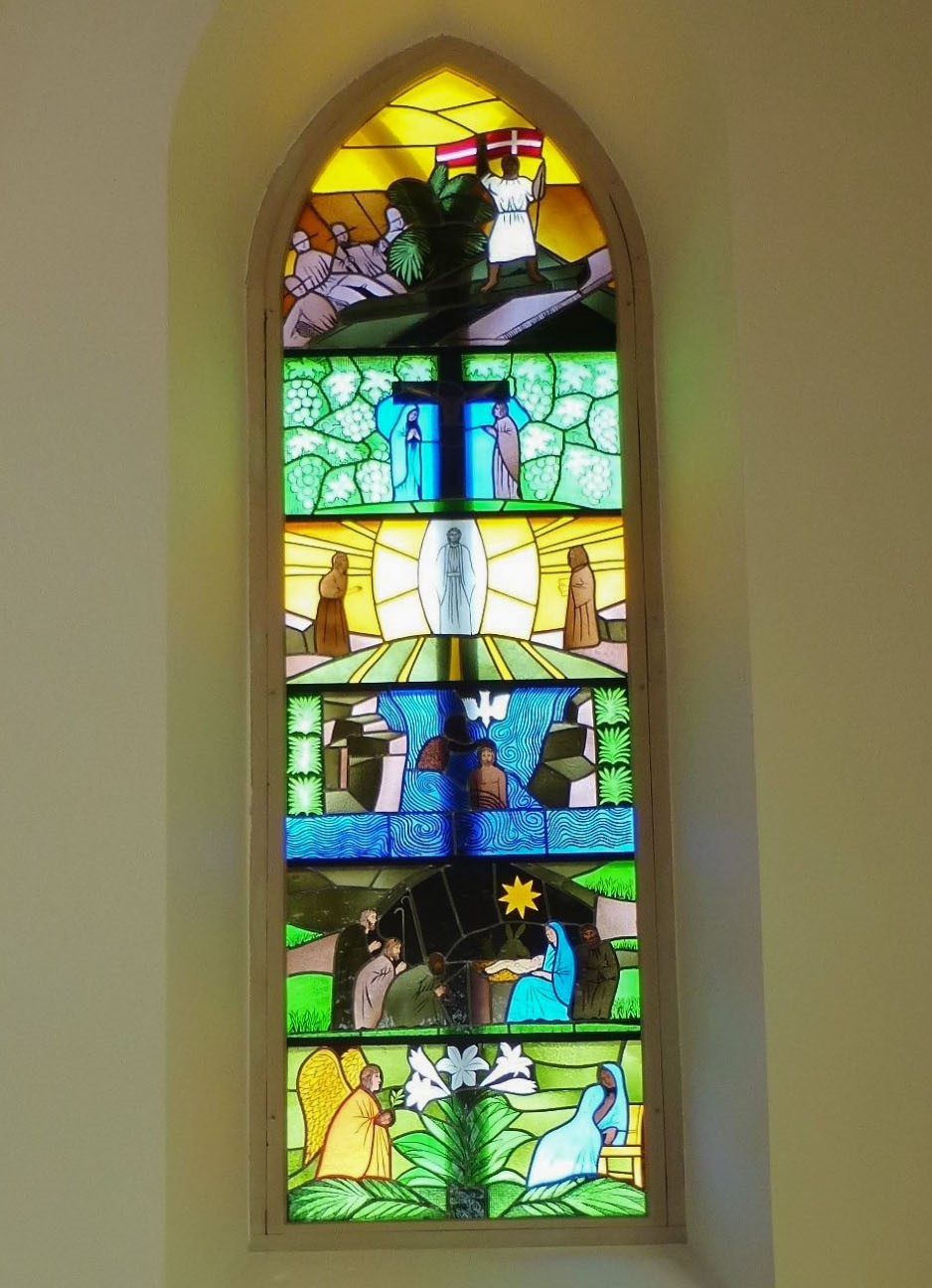
Korfönster utförda av konstnären Pär Andersson
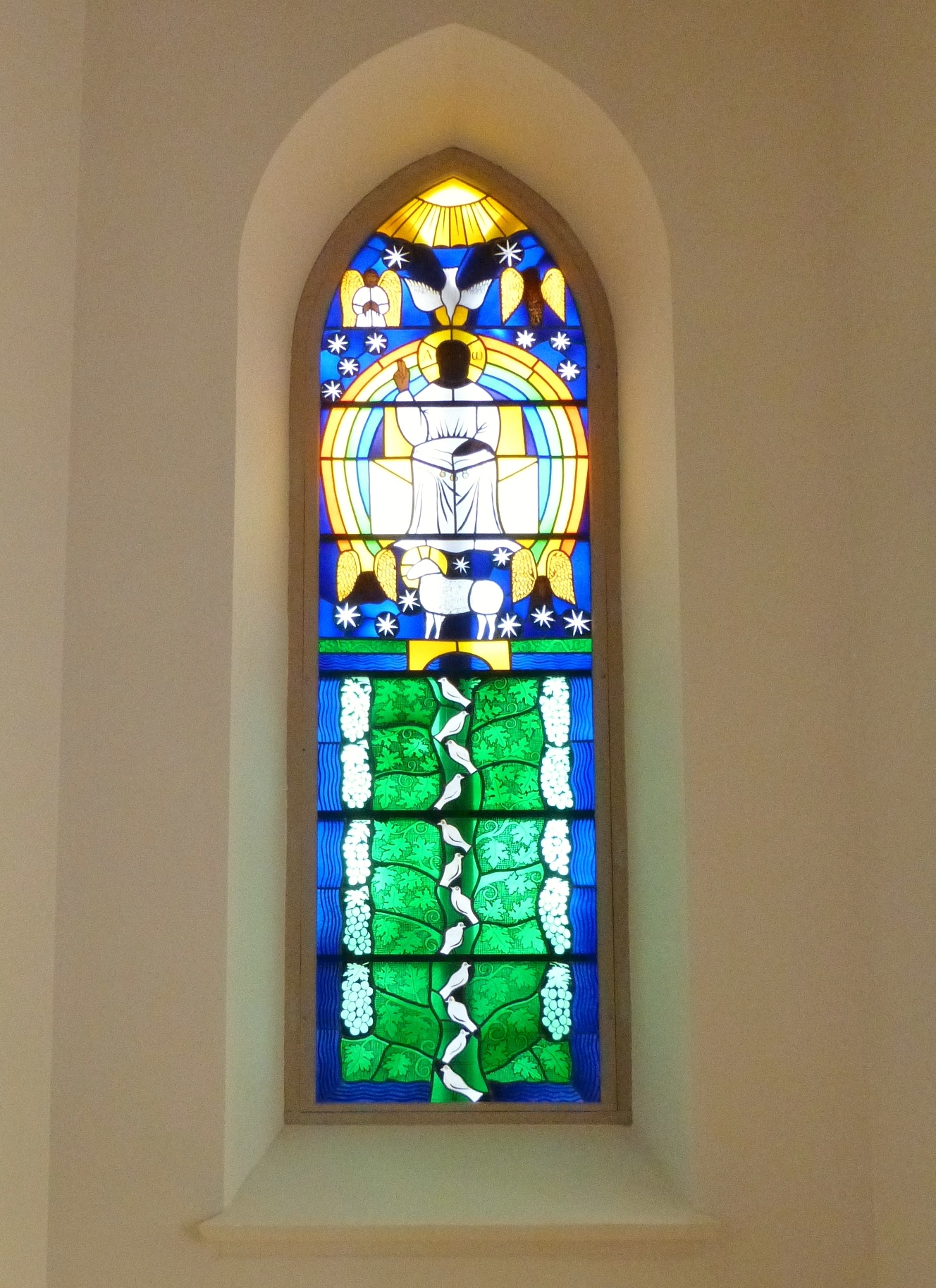
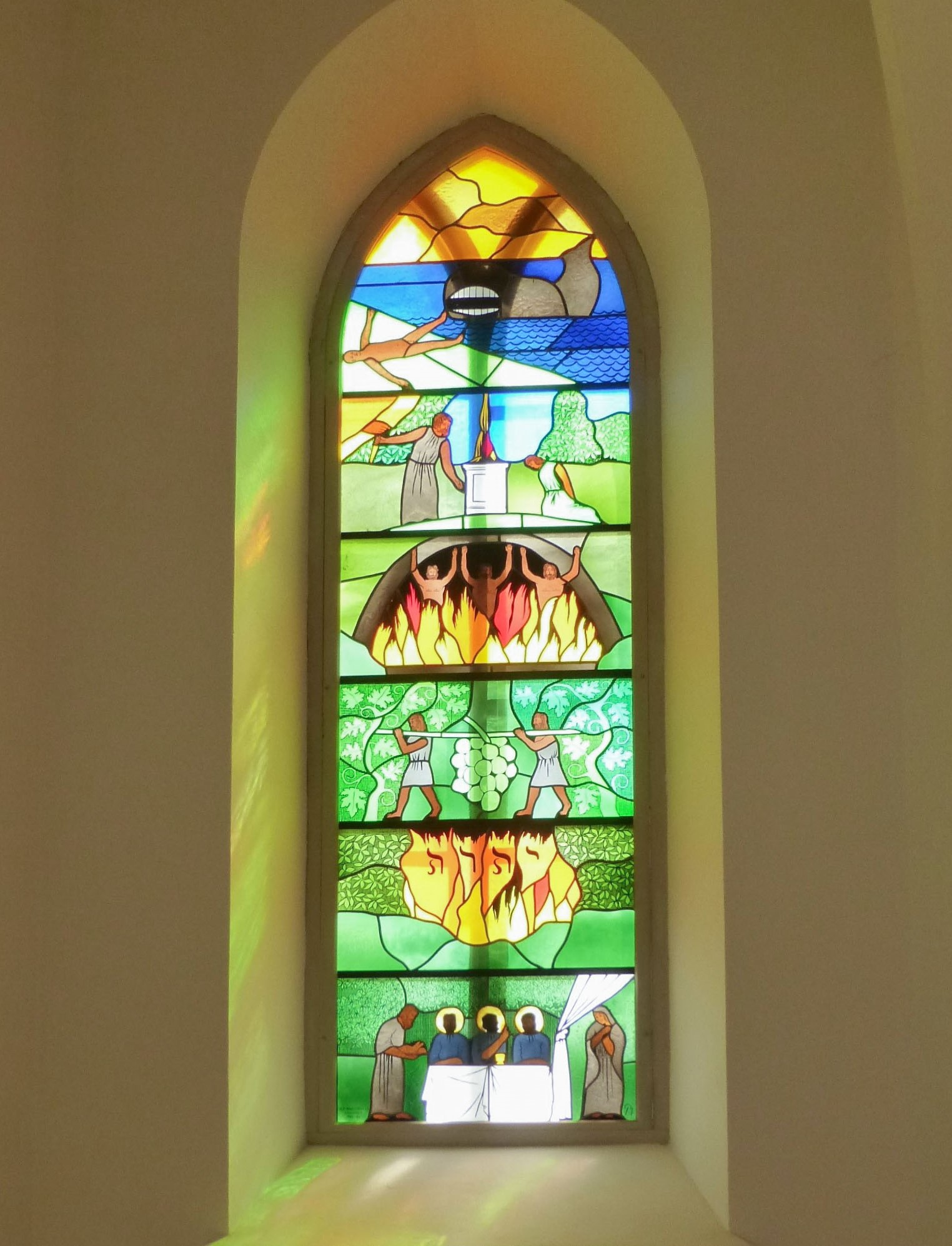
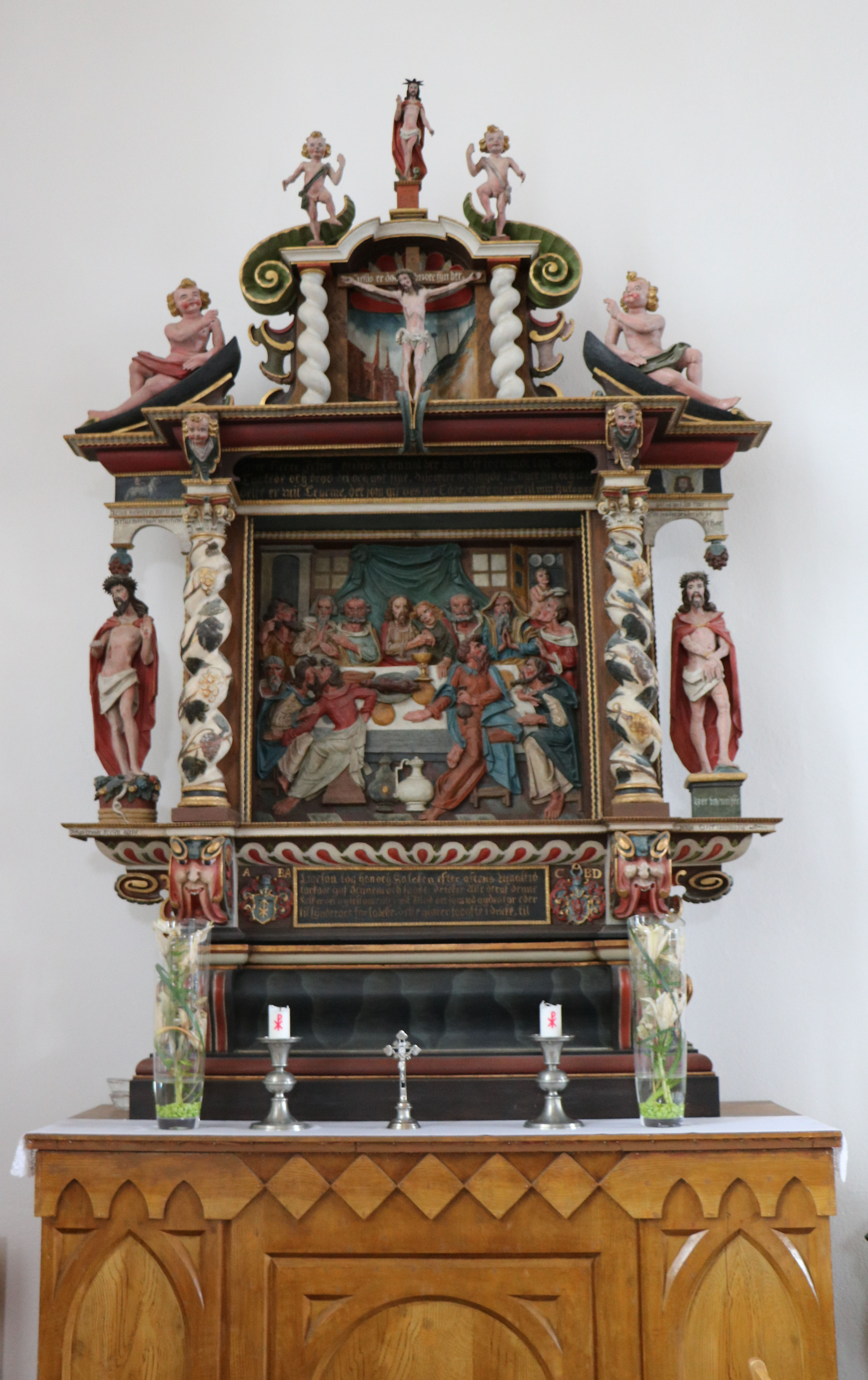
Altaruppsatsen skulpterad 1673
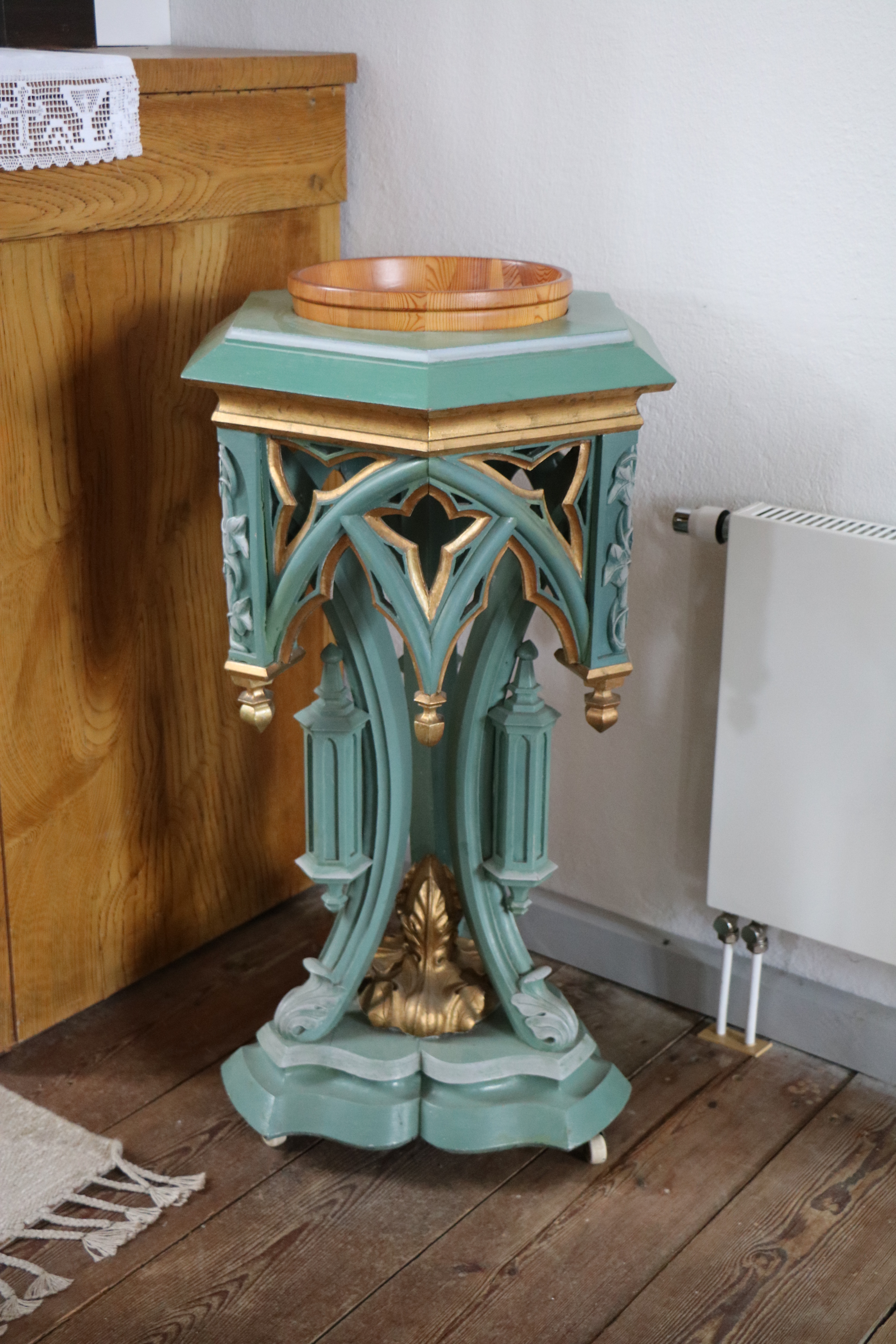
Dopfunt
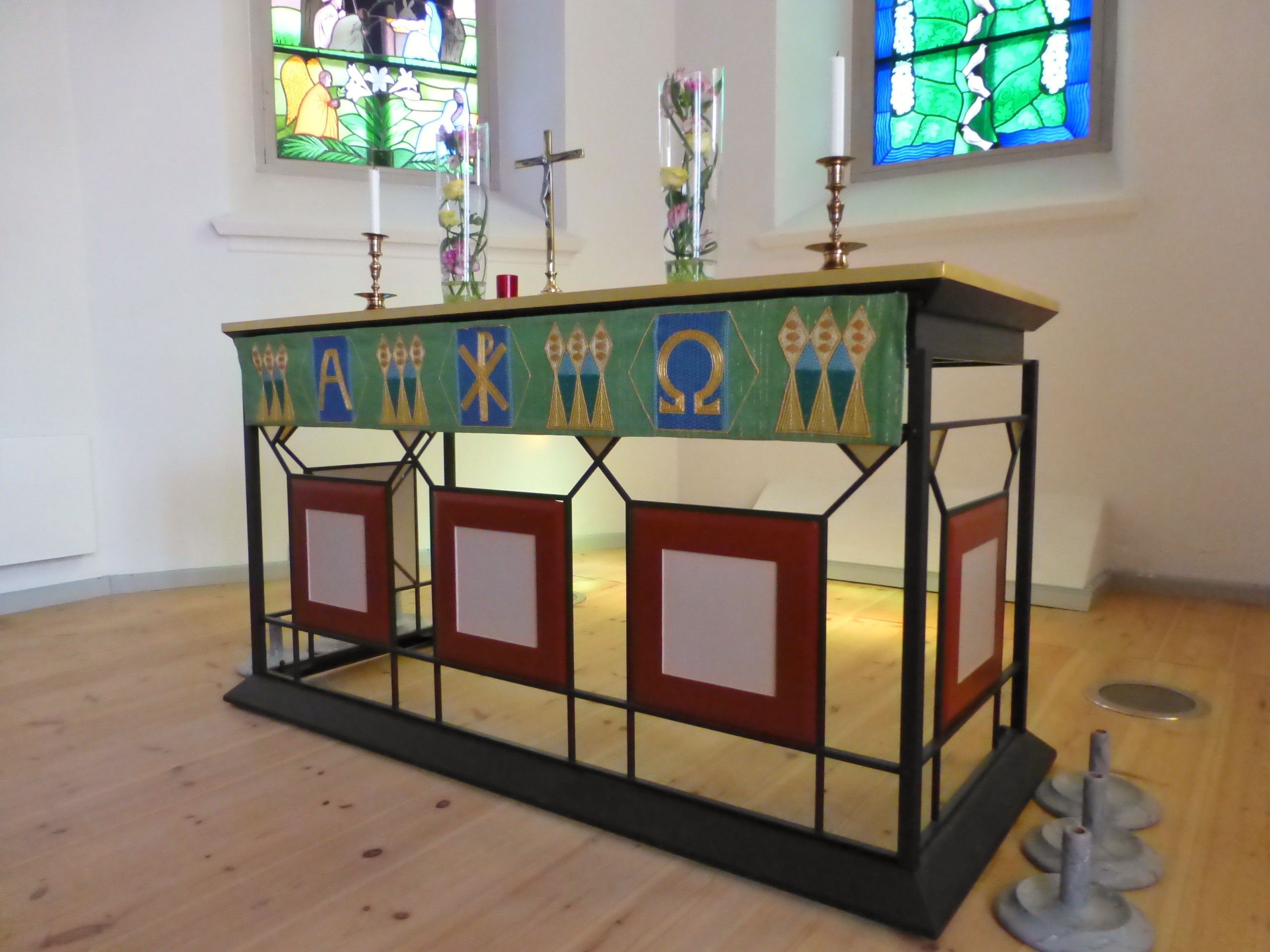
Altaret i smide
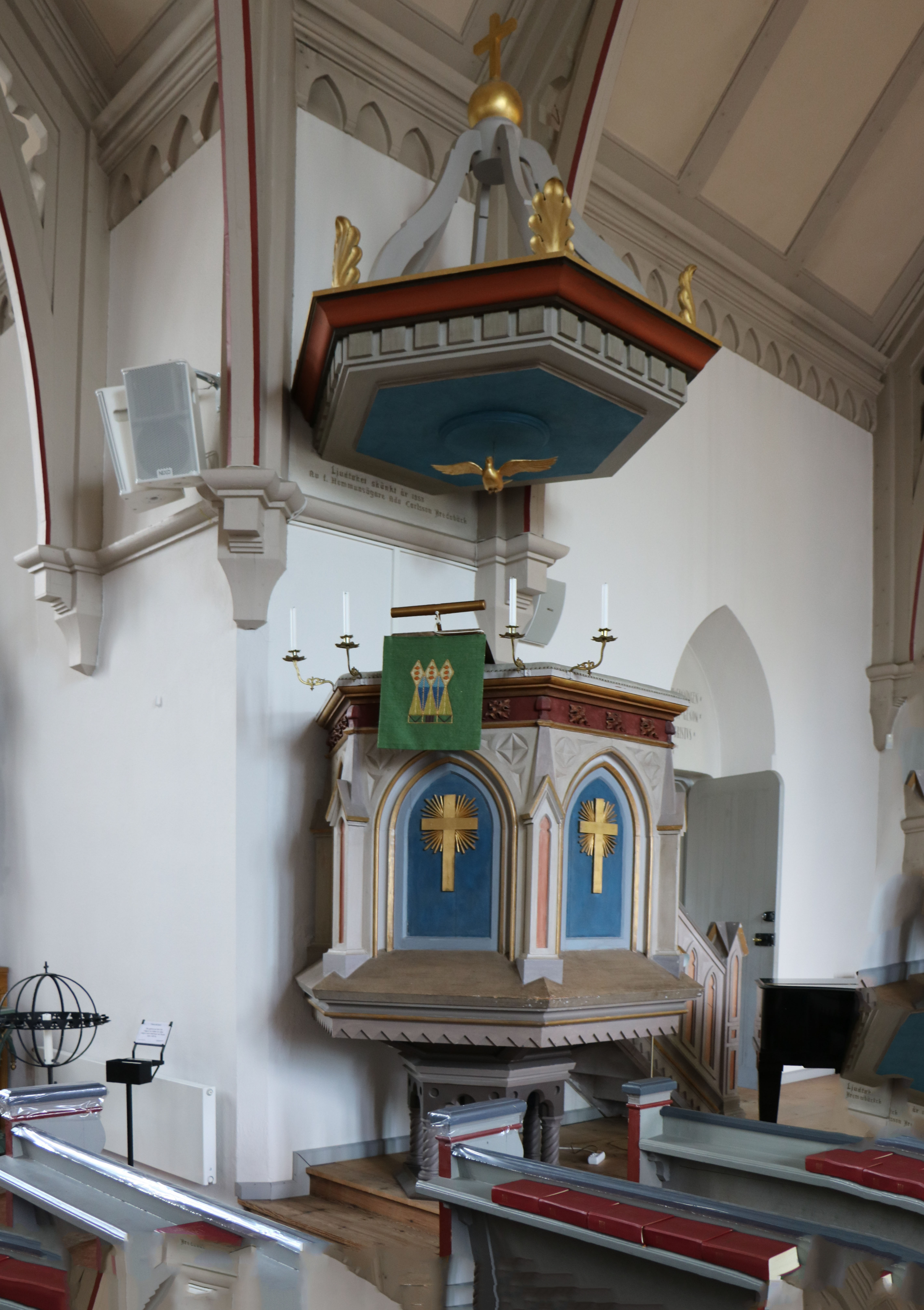
Predikstolen
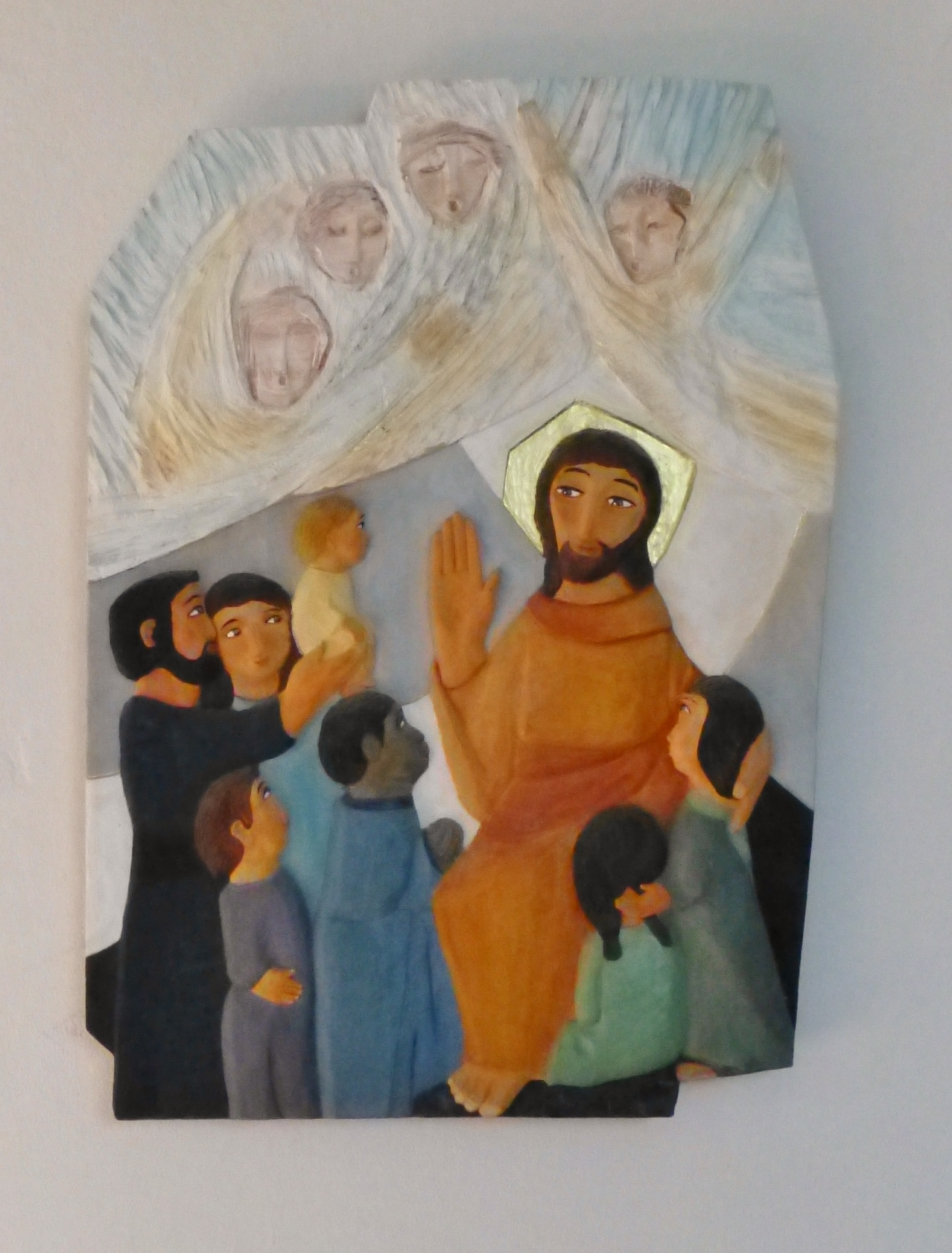
Relief av Eva Spångberg

## Orgel

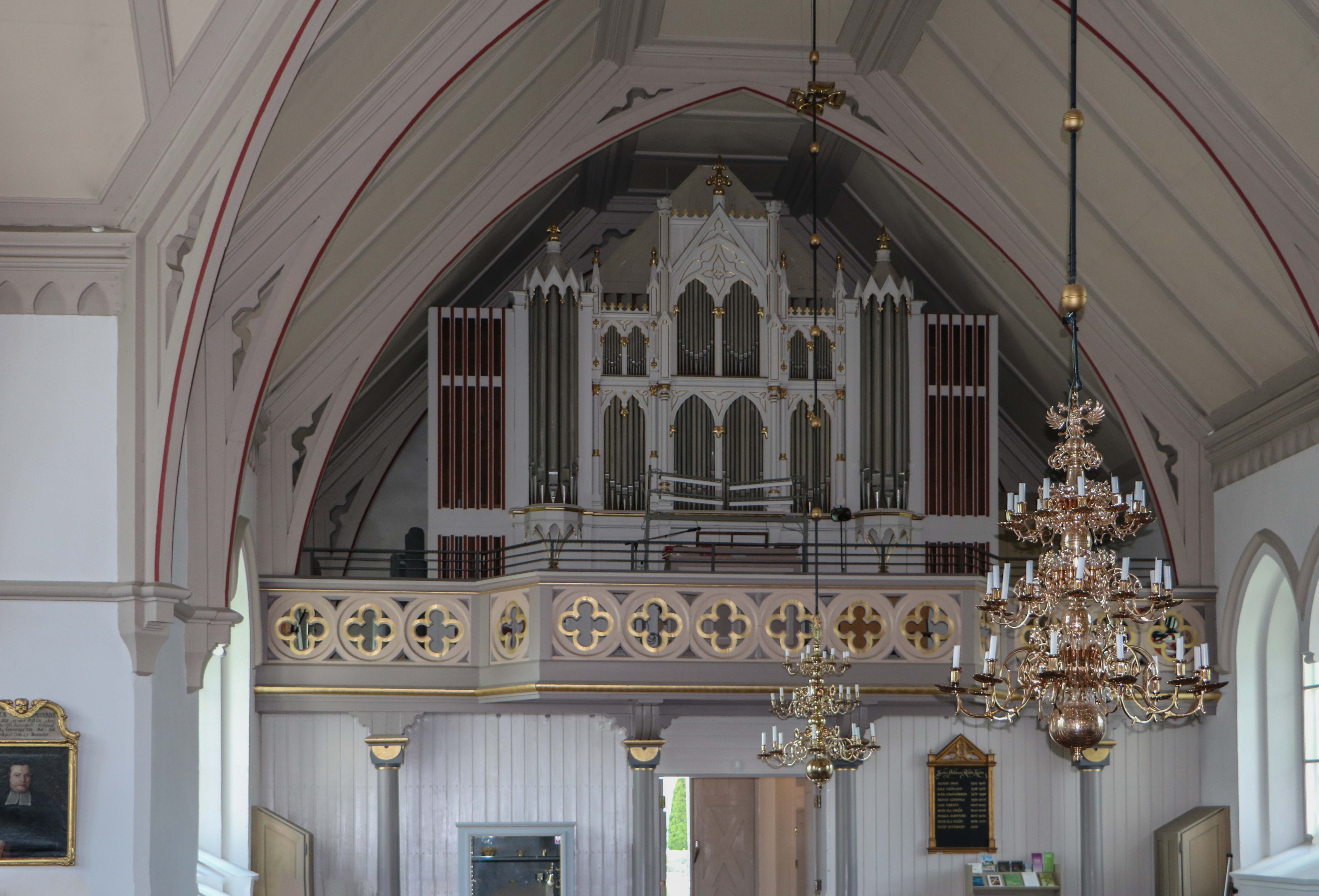
Orgeln med nygotisk fasad (innan restaurering)

Den första orgeln tillverkades 1878 av Andreas Åbergh i Karlskrona och hade 18 stämmor. 1909 bygger Åkerman & Lund i Stockholm om orgeln och omfattar efter detta 16 stämmor. 1926 får orgeln nya tungstämmor av Olof Hammarberg. 1954 görs en stor ombyggnation av orgeln av Marcussen & Son i Aabenraa, Danmark. Pedalverket flyttades ut i nybyggda pedaltorn på orgelhusets sidor och verket fick fria kombinationer. Registraturen i manual II och pedal blev pneumatisk. Efter ombyggnationen omfattade orgeln 24 stämmor. 
2021-2022 restaurerades orgeln till den stil som instrumentet hade efter Åkerman & Lunds ombyggnad. Pedaltornen från 1954 togs bort och hela orgeln flyttades fram nästan 1 m. Pedalverket placerades återigen bakom fasaden. Den pneumatiska registraturen togs bort och ersattes av en mekanisk sådan. Förlorade stämmor rekonstruerades efter Åberghs mensurer och dispositionen utökades något i manual II för att göra svällverket mer klangrikt. Spelbordet härstammar från 1909 års ombyggnation. Efter restaureringen omfattar orgeln 20 stämmor. Arbetet utfördes av Orlarstvo Močnik, Slovenien.
Gamba 8' i manual I härstammar från den omdisponering som Åbergh gjorde 1861 i Strandorgeln i Trefaldighetskyrkan, Karlskrona. Efter Bröderna Mobergs återställning av Strandorgeln 1962 blev Åberghs gamba överflödig och kunde 2022 istället installeras i orgeln i Rödeby kyrka.
| Huvudverk (I) C-f3   | Svällverk (II) C-f3 | Pedalverk (P) C-f1  | Koppel |
| -------------------- | ------------------- | ------------------- | ------ |
| Borduna 16'          | Bassetthorn 8'      | Subbas 16'          | I/P    |
| Principal 8' (fasad) | Rörflöjt 8'         | Violoncell 8'       | II/P   |
| Gamba 8'             | Fugara 8'           | Borduna 8' (trans.) | II/I   |
| Flûte Harmonique 8'  | Voix céleste 8'     | Octava 4' (trans.)  | 4'/I   |
| Gedakt 8'            | Ekoflöjt 4'         | Basun 16'           | 16'/II |
| Octava 4'            | Nasard 2 2⁄3'       |                     | Piano  |
| Octava 2'            | Waldflöjt 2'        |                     | Forte  |
| Mixtur 4 chor        | Oboe 8'             |                     |        |
| Trumpet 8'           | Tremulant           |                     |        |

Kororgeln är byggd 1991 av Grönlunds orgelbyggeri i Gammelstad. Den är placerad i södra korsarmen och har 8 stämmor, fördelade på två manualer och pedal.

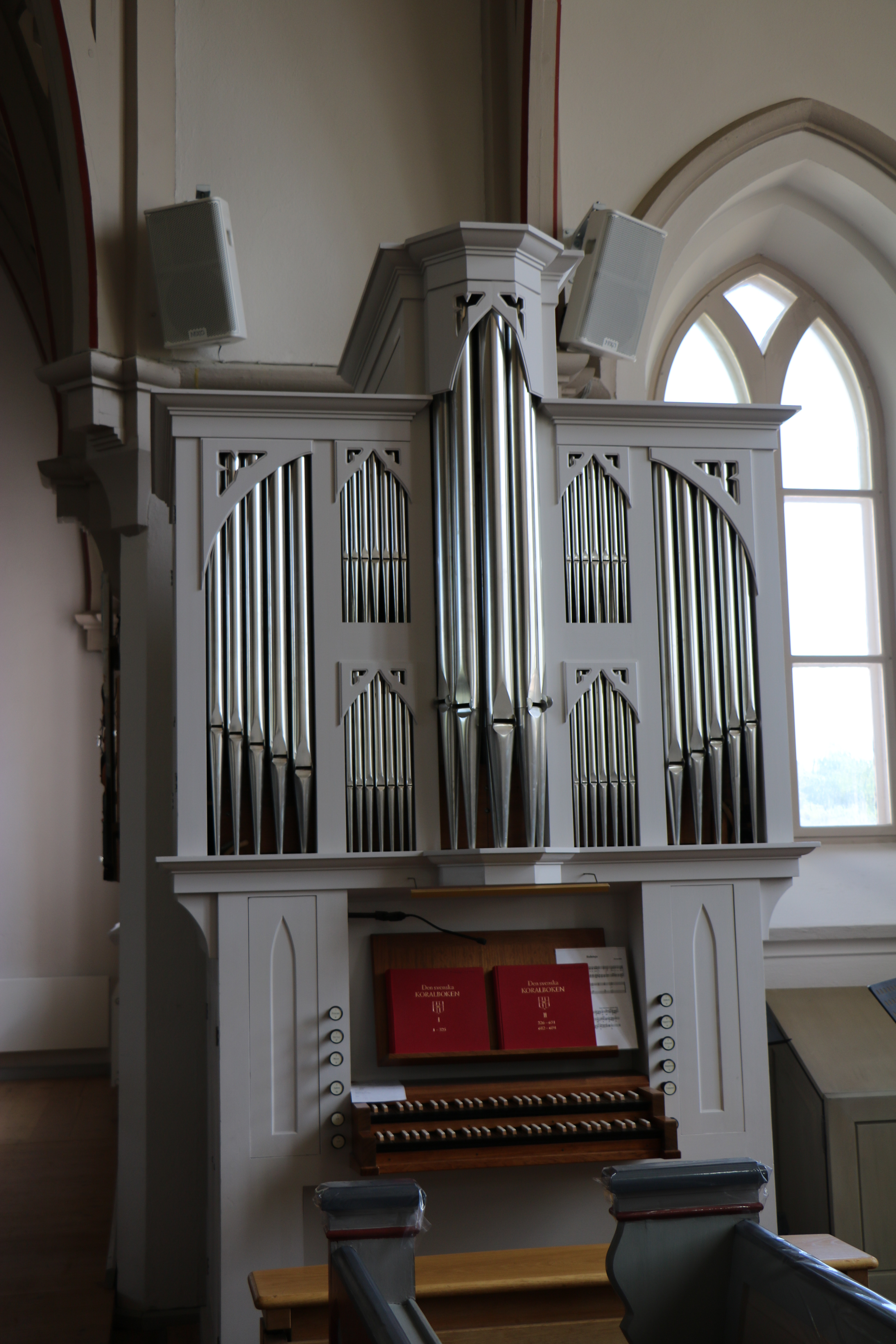
Kororgeln

| Huvudverk (I) C-g3 | Svällverk (II) C-g3 | Pedalverk (P) C-f1 | Koppel |
| ------------------ | ------------------- | ------------------ | ------ |
| Rörflöjt 8'        | Gedackt 8'          | Subbas 16'         | I/P    |
| Principal 4'       | Koppelflöjt 4'      |                    | II/P   |
| Mixtur III         | Principal 2'        |                    | II/I   |
|                    | Sesquialtera II     |                    |        |
|                    | Tremulant           |                    |        |